# Ажанска
Ажанска е френски сорт синя слива, произхождащ от Ажан, Франция. В българия е разпространен най-вече в Добруджанския регион. Много родовита, сладка и сухоустойчива слива.
Плодове средно едри (ср.т.16,5 г.), обратно яйцевидни, с жълтеникавожълто, нежно, слабо сочно, ароматно, много сладко месо. Узряват през втората половина на август. Дървото е устойчиво на червени листни петна.